# Ejido de Treinta y Tres
Ejido de Treinta y Tres ist eine Stadt in Uruguay.

## Geographie
Sie befindet sich auf dem Gebiet des Departamento Treinta y Tres in dessen Sektor 1. Ejido de Treinta y Tres liegt, lediglich getrennt durch den dort verlaufenden Río Olimar Grande, nordöstlich von Villa Sara und umgibt die Departamento-Hauptstadt Treinta y Tres in ihrem nördlichen Bereich von Westen nach Osten. Wenige Kilometer nordöstlich ist zudem Poblado Alonso gelegen.

## Einwohner
Ejido de Treinta y Tres hatte bei der Volkszählung im Jahre 2011 6.782 Einwohner, davon 3.282 männliche und 3.500 weibliche.
| Jahr | Einwohner |
| ---- | --------- |
| 1963 | -         |
| 1975 | 2.571     |
| 1985 | 2.995     |
| 1996 | 4.402     |
| 2004 | 6.115     |
| 2011 | 6.782     |

Quelle: Instituto Nacional de Estadística de Uruguay